# Grevie
Grevie est une localité suédoise dans la commune de Båstad en Scanie.
Sa population était de 978 habitants en 2019. 